# Lepena
Lepena (Duits: Leppen) is een plaats in Slovenië en maakt deel uit van de gemeente Bovec in de NUTS-3-regio Goriška. De plaats telde 37 inwoners op 1 januari 2020.
Lepena ligt aan een zijweg van de weg 206 tussen Trenta en Bovec bij de rivier de Soča. In de omgeving is een waterval.